# Masatake Okumiya
Masatake Okumiya (奥宮正武), né le 27 juillet 1909 et mort le 22 février 2007, est un militaire et historien japonais.

## Biographie
Aviateur, il participa à la Seconde Guerre mondiale dans les rangs de la marine impériale japonaise. Peu avant, en 1937, il participa notamment à l'incident du Panay. Il fut par la suite affecté au porte-avions Ryūjō. Après guerre, il s'engagea dans la force aérienne d'autodéfense japonaise.
Okumiya a beaucoup écrit sur le rôle du Japon dans la Seconde Guerre mondiale. Il a notamment coécrit avec Jiro Horikoshi et Martin Caidin, un compte rendu historique sur le Mitsubishi A6M « Zero », intitulé ZERO! et publié en 1956.